# Усанов, Константин Яковлевич
Константи́н Я́ковлевич Уса́нов (4 ноября 1914, Старенькое, Тверская губерния — 13 августа 1944, Польша) — командир батальона автоматчиков 44-й гвардейской танковой бригады 11-го гвардейского танкового корпуса 1-й гвардейской танковой армии 1-го Украинского фронта, гвардии капитан. Герой Советского Союза.

## Биография
Родился 4 ноября 1914 года в деревне Старенькое ныне Калининского района Тверской области. Член ВКП(б)/КПСС с 1942 года. Окончил водопроводно-канализационный техникум. Работал сантехником в Свердловском трест-союзе «Водострой».
В 1937 году призван в ряды Красной Армии. В 1940 году окончил курсы усовершенствования командного состава. В боях Великой Отечественной войны с июня 1941 года.
В летнем наступлении 1944 года его батальон всё время продвигался десантом с передовым отрядом танков и самоходных орудий, прокладывавших путь бригаде и корпусу. Мотострелки К. Я. Усанова 17 июля 1944 года первыми достигли вместе с танкистами государственной границы, с ходу форсировали Западный Буг в районе Доброчина и заняли плацдарм, отбив контратаки превосходящих сил врага. Сдав плацдарм переправившимся частям, танки с мотострелками поспешили к Сану. Батальон К. Я. Усанова спешился, форсировал реку в районе Ярослава под сильным огнём противника, обеспечил переправу танкам и принял участие в боях за город Перемышль. Это было 25 июля 1944 года.
Через пять дней 3-й танковый батальон бригады и мотострелки К. Я. Усанова были уже у Вислы. Овладев деревней Хмелюв в районе Сандомира, они вышли к реке. Не теряя ни часа, капитан Усанов с группой бойцов на лодке переправился через Вислу. Гвардейцы выдержали первый натиск. А тем временем переправились и остальные мотострелки. Начались кровавые схватки на плацдарме. Противники направили все силы, чтобы сбросить танкистов в Вислу, ликвидировать плацдарм.
Во время одной из многочисленных контратак гитлеровцам удалось почти вплотную подойти к огневым позициям артиллерийской батареи бригады и окружить её. У артиллеристов кончились снаряды. В ход пошли гранаты, автоматы. И тут пришла помощь. Противников атаковала группа автоматчиков во главе с командиром мотострелкового батальона капитаном К. Я. Усановым. Громя противника, автоматчики отбросили его и, преследуя, вырвались далеко вперёд. Этим воспользовался враг. Бросив в бой свежие силы, он отрезал группу К. Я. Усанова. Её положение было, казалось, безнадежным. Но командир организовал круговую оборону. Противник обрушил на наших воинов огонь из всех видов оружия. Воодушевляемые К. Я. Усановым, автоматчики стойко оборонялись, а затем дружно пошли на врага, громя его гранатами и огнём автоматов. Впереди атакующих был их командир. Бой перешёл в рукопашную схватку. Наши воины словно тараном прорвали вражеское кольцо и вышли из окружения.
13 августа 1944 года в бою на плацдарме за Вислой Усанов был сражён осколком вражеской мины. Похоронен в городе Сандомир в Польше.
Указом Президиума Верховного Совета СССР от 23 сентября 1944 года за образцовое командование батальоном на подступах к рекам Западный Буг, Сан, Висла, при форсировании этих рек и проявленные при этом личное мужество и героизм гвардии капитану Константину Яковлевичу Усанову посмертно присвоено звание Героя Советского Союза.
Награждён орденом Ленина, двумя орденами Красного Знамени.
Именем Героя названа деревня Усаново в Вышневолоцком районе Тверской области.